# 札幌エクセルホテル東急

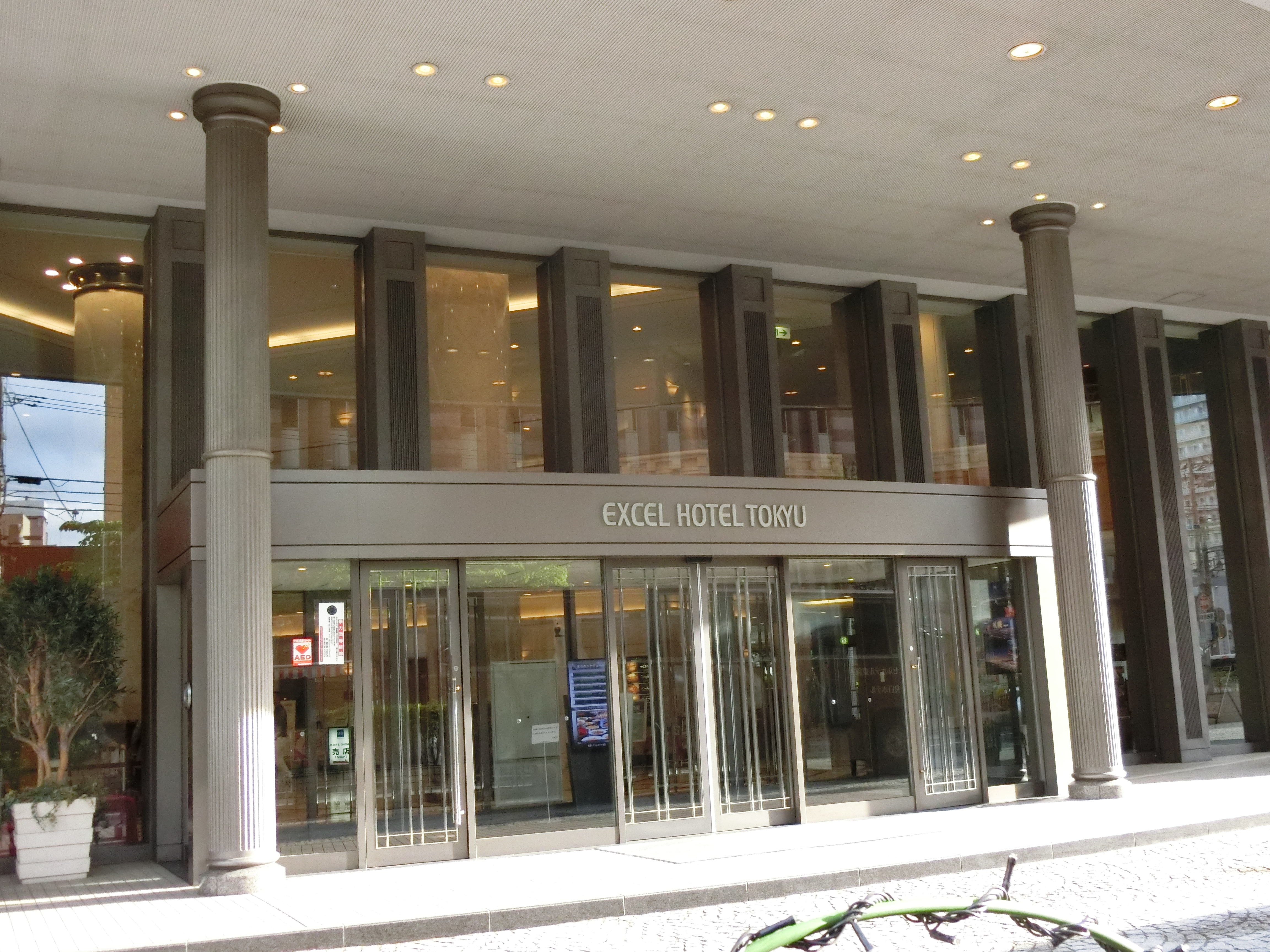
ホテルの玄関

札幌エクセルホテル東急（さっぽろエクセルホテルとうきゅう、英: Sappro Excel Hotel Tokyu）は、北海道札幌市中央区にあるホテル。

## 施設
客室
- シングルルーム
  - シングル (20 m²)
  - レディスシングル (20 m²)
  - コンフォートシングル (20 m²)
- ダブルルーム
  - ダブル (20 m²)
- ツインルーム
  - ツイン (30.8 m²)
  - ツイン（トリプル対応部屋） (33.6 m²)
  - レディスツイン (30.8 m²)
  - スタイリッシュ・ツイン (30.8 m²)
  - ハリウッド・ツイン (33.6 m²)
  - ラグジュアリー・ツイン (39.8 m²)
  - エクスクルーシヴ・ツイン (45.5 m²)
- ファミリールーム
  - ファミリールーム (45.5 m²)
  - ラージツイン (39.8 m²)
- スイートルーム
  - プレミアムスイート (79.5 m²)

レストラン・バー
- レストラン「ラーブル」
- 和食「からまつ」
- バー「メープル」

宴会・会議
- 石狩（豊平＋石狩＋千歳） (220 m²)
- 豊平（豊平＋石狩） (147 m²)
- 千歳 (73 m²)

その他
- 売店

## アクセス
北海道旅客鉄道（JR北海道）札幌駅から無料シャトルバスを運行している（所要時間約25分）。繁華街・歓楽街のすすきのまで徒歩約8分。
- 札幌市営地下鉄南北線 中島公園駅から徒歩約3分、すすきの駅から徒歩約8分
- 札幌市電 山鼻9条停留場から徒歩約2分
- 北海道旅客鉄道（JR北海道）札幌駅から車で約10分
- E5 道央道 北広島ICから車で約25分